# 萊斯利縣 (肯塔基州)
萊斯利县（英語：Leslie County）是位於美國肯塔基州東南部的一個縣。面積1,047平方公里。根據美國2000年人口普查，共有人口12,401人。縣治海登 （Hyden）。
成立於1878年3月29日，4月15日生效。縣名紀念肯塔基州州長、蒙大拿準州州長普雷斯頓·H·萊斯利 （Preston Hopkins Leslie）。